# The Legend of Zelda: Breath of the Wild
The Legend of Zelda: Breath of the Wild (ゼルダの伝説 ブレス オブ ザ ワイルド, Zeruda no Densetsu: Buresu obu za Wairudo) é um jogo eletrônico de ação-aventura desenvolvido pela Nintendo Entertainment Planning & Development e publicado pela Nintendo. É o décimo nono título da série The Legend of Zelda e foi lançado mundialmente para Wii U e Nintendo Switch em 3 de março de 2017. A história segue Link, que acorda em uma Hyrule devastada após cem anos de sono e precisa recuperar suas memórias e derrotar o mal causado por Calamity Ganon. A jogabilidade é apresentada em um mundo aberto e os jogadores podem explorá-lo livremente, completando diferentes tipos de missões e resolvendo quebra-cabeças para a obtenção de recompensas.
O desenvolvimento de Breath of the Wild começou pouco depois da estreia de The Legend of Zelda: Skyward Sword e durou cinco anos. A equipe tinha a intenção de reinventar a estrutura da série, assim introduziram elementos inéditos como um motor de física detalhado, visuais em alta definição e dublagem. O mundo de jogo foi projetado para recompensar exploração e experimentação, com a história sendo pensada para poder ser completada de forma não-linear. Breath of the Wild originalmente tinha previsão de lançamento para 2015 como um exclusivo de Wii U, porém foi adiado duas vezes por problemas de desenvolvimento. Ele acabou servindo como um dos títulos de lançamento do Switch e o último jogo publicado pela Nintendo para o Wii U.
Breath of the Wild foi aclamado pela crítica ao ser lançado, sendo elogiado pela profundidade de sua jogabilidade de mundo aberto e atenção aos detalhes, com diversas publicações especializadas o considerando como um dos melhores jogos eletrônicos de todos os tempos, com as únicas críticas sendo direcionada para pequenos problemas técnicos na época da estreia. Dois conteúdos para download intitulados The Master Trials e The Champions' Ballad foram lançados alguns meses depois, adicionando novos modos de jogo, itens, quebra-cabeças, desafios e elementos de história. Breath of the Wild venceu vários prêmios, incluindo muitos de jogo do ano. Além disso, foi um grande sucesso comercial, com mais de vinte milhões de cópias vendidas mundialmente.

## Jogabilidade

Os jogadores são livres para explorarem o mundo de jogo usando uma variedade de ferramentas. Por exemplo, ao pular de um lugar alto e ativar o paraglider, Link pode viajar por grandes distâncias rapidamente.

The Legend of Zelda: Breath of the Wild é um jogo eletrônico de ação-aventura em mundo aberto que os jogadores podem explorar livremente enquanto controlam Link. O título incentiva uma jogabilidade não-linear, que é ilustrada pela falta de entradas os saídas definidas no mapa, poucas instruções fornecidas ao jogador e encorajamento a livre exploração. Breath of the Wild possui um sistema de física que permite que os jogadores abordem problemas de diferentes maneiras em vez de tentarem encontrar uma solução única. O jogo também integra um sistema de "química" que define as propriedades da maioria dos objetos presentes e governa como eles interagem uns com os outros e com o jogador. Por exemplo, é possível tirar vantagem do sistema climático dinâmico ao jogar objetos de metais em inimigos durante tempestades de raios com o objetivo de atrair uma descarga elétrica. Isto tudo resulta em um mundo interativo e desestruturado que recompensa experimentação e permite uma progressão não-linear pela história.
O jogador pode realizar ações como correr, escalar, nadar e voar com um paraglider, porém todas são limitadas pelo fôlego de Link. É possível produzir itens a partir de elementos colhidos do ambiente, como armas, comidas e outros recursos. Diferentemente de jogos anteriores da série The Legend of Zelda, as armas se deterioram com o passar do tempo. Muitos itens podem ter mais de uma utilidade; por exemplo, armas de madeira podem ser incendiadas ou coletar flechas inimigas, enquanto escudos também podem ser utilizados como pranchas de surfe na neve. Comida pode ser obtida a partir da caça de animais, coleta de frutos ou coleta de partes de inimigos derrotados. O jogador pode cozinhar combinações de comidas e materiais e assim criar refeições ou elixires que podem preencher as barras de vida e fôlego de Link, ou mesmo proporcionar bônus como aumento de força ou resistência. Uma das ferramentas mais importantes de Link é sua "Tábua Sheikah", que pode ser usada para marcar pontos de interesse no mapa. O personagem, no decorrer do jogo, adquire novos poderes para a tábua, como bombas remotas, a habilidade de manipular objetos metálicos, formar blocos de gelo a partir de água e congelar objetos temporariamente no tempo. Jogadores podem travar sua mira em inimigos durante o combate a fim de infligirem ataques mais precisos, enquanto certas combinações de botões permitem movimentos de ataque e defesa mais avançados. Também é possível derrotar adversários sem armas, como rolar rochas gigantes colina a baixo sobre algum acampamento.
Além da exploração, os jogadores podem realizar missões ou desafios para obterem certas recompensas. Ativar torres e santuários adiciona pontos de viagem rápida no mapa. Ativar torres também revela segmentos do mapa, porém os nomes dos locais só aparecerem depois do jogador ter explorado as áreas pela menos uma vez. Os santuários estão espalhados por todo o mapa e contém diversos tipos de desafios que vão desde quebra-cabeças até combates contra oponentes robóticos. Completar santuários dá ao jogador Orbes de Espírito, que podem ser trocadas por mais pontos de vida ou aumento de fôlego. Também espalhados estão outros quebra-cabeças que revelam Sementes de Korok, que podem ser trocados por aumento no inventário de Link para armas, arcos e escudos. Vilarejos são onde muitas das missões paralelas podem ser ativadas e onde há lojas que vendem materiais e roupas. Exploradores e outros viajantes também oferecem missões, pistas ou conversas. Além disso, é possível escanear Amiibo no console a fim de receber itens bônus para Link, como seu tradicional cavalo Epona de jogos anteriores ou o Link Lobo de The Legend of Zelda: Twilight Princess.

## Enredo
The Legend of Zelda: Breath of the Wild se passa no fim da cronologia de The Legend of Zelda, depois de todos os outros jogos. No passado, por repetidas vezes, o mal conhecido como Calamity Ganon ameaçou o Reino de Hyrule, sempre sendo derrotado pela princesa Zelda, descendente da deusa Hylia, com a ajuda de seu fiel protetor Link. Hyrule com o passar dos séculos tornou-se uma civilização avançada, protegida por quatro Feras Divinas – máquinas animalescas enormes – e por um exército de Guardiões, armas robóticas autônomas. Quando Ganon retornou mais uma vez, quatro grandes guerreiros receberam o título de Campeões e pilotaram as Feras Divinas, protegidos por Zelda, Link e pelos Guardiões. Link derrotou Ganon com a Espada Mestra, permitindo que Zelda o selasse para longe.
Hyrule regrediu a um estado medieval dez mil anos depois. Os hyrulianos leram as profecias de seus ancestrais e reconheceram os sinais do retorno de Ganon, escavando e recuperando as Feras Divinas e os Guardiões. Os Campeões das raças de Hyrule – Daruk, guerreiro dos montanhosos goron; Mipha, princesa dos aquáticos zora; Revali, arqueiro dos pássaros rito; e Urbosa, chefe das guerreiras gerudo – reuniram-se para pilotar as Feras Divinas, enquanto Zelda e Link batalharam Ganon. Entretanto, este tomou controle dos Guardiões e das Feras Divinas, fazendo-os atacar Hyrule. O rei Rhoam e os Campeões foram mortos, o Castelo de Hyrule foi destruído e Link foi seriamente ferido. Zelda levou Link para um local seguro, escondeu a Espada Mestra e usou sua magia para prender Ganon dentro do castelo.
Link acorda cem anos depois, porém sem suas memórias e descobrindo que Hyrule está toda em ruínas. Ele encontra um velho, que revela ser o espírito do falecido rei Rhoam. Este explica que Ganon, selado dentro do Castelo de Hyrule, está se fortalecendo; Rhoam pede para que Link derrote Ganon antes que este mal se liberte e destrua o mundo. Link viaja por Hyrule, voltando a diversos locais de seu passado e resgatando suas memórias de Zelda. Ele entra nas quatro Feras Divinas com a ajuda das raças hyrulianas, expurgando os monstros de Ganon e libertando os espíritos dos antigos Campeões. Ele recupera a Espada Mestra nos Bosques Perdidos, entra no Castelo de Hyrule e derrota Ganon com a ajuda das Feras Divinas e do Arco da Luz entregue por Zelda. Ela sela Ganon novamente, restaurando a paz e permitindo que os espíritos de Rhoam e dos Campeões vão embora. Zelda percebe que Hyrule precisa ser reconstruída e que ela e Link precisam iniciar o processo. Caso o jogador cumpra certos pré-requisitos, é possível desbloquear um final alternativo em que Zelda e Link avaliam Hyrule e falam sobre a reconstrução do mundo.

## Desenvolvimento

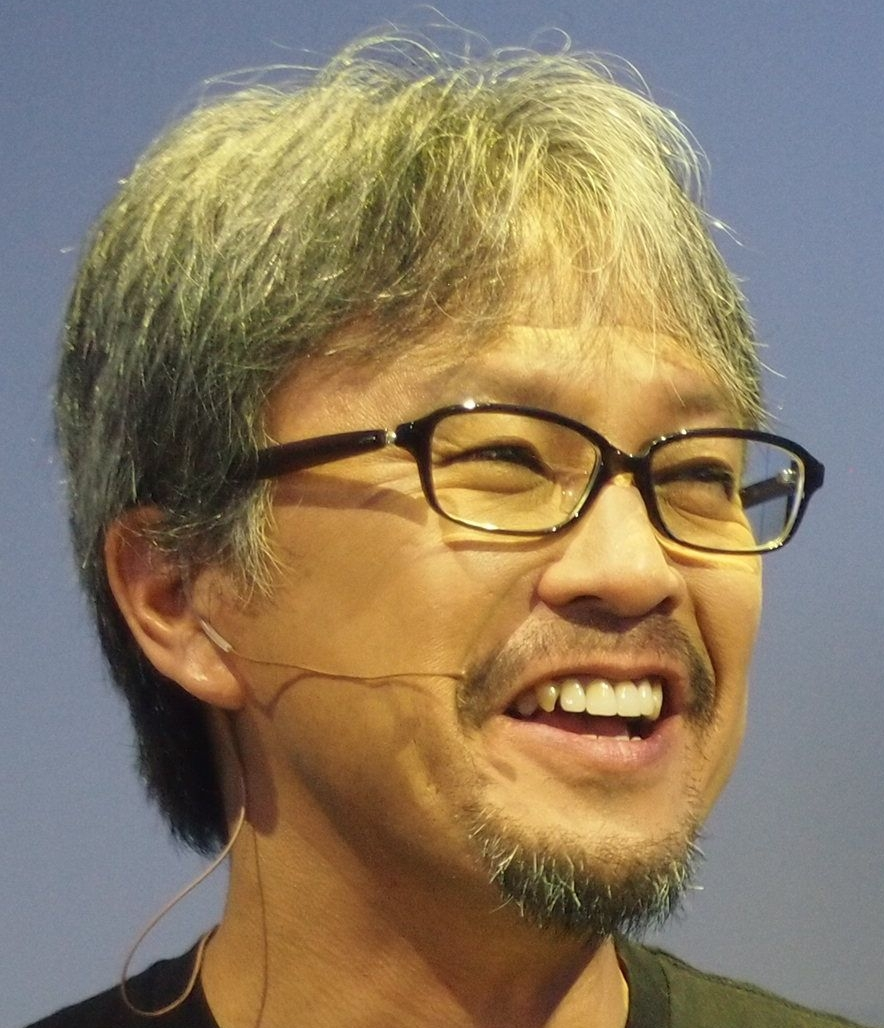
O produtor Eiji Aonuma quis repensar as convenções da série com Breath of the Wild.

The Legend of Zelda: Breath of the Wild foi desenvolvido pela Nintendo Entertainment Planning & Development, uma divisão interna da Nintendo, para os consoles Wii U e Nintendo Switch. Segundo o produtor Eiji Aonuma, a equipe tinha a intenção de "repensar as convenções" da série The Legend of Zelda. Aonuma recebeu vários comentários após The Legend of Zelda: Skyward Sword de 2011 de jogadores que queriam ver um mapa mais interconectado para explorarem locais entre as áreas de jogabilidade. Dois anos depois a Nintendo experimentou com uma jogabilidade mais não-linear e de mundo aberto em The Legend of Zelda: A Link Between Worlds, um título lançado para o portátil Nintendo 3DS. Um dos objetivos dos desenvolvedores era levar em conta as críticas feitas a Skyward Sword e tentar abordá-las no próximo título da franquia para consoles de mesa, com Aonuma afirmando que desejo com Breath of the Wild era "expandir e fazer Skyward Sword melhor". Outras áreas que o produtor desejava retrabalhar eram os calabouços e os quebra-cabeças, além de reprojetarem o jogo a fim de permitir que os jogadores alcançassem o final sem progredirem pela história. Como a Nintendo nunca havia criado um jogo de mundo-aberto moderno antes, eles se inspiraram em outros títulos como The Elder Scrolls V: Skyrim.
Antes de iniciarem o real processo de desenvolvimento do jogo, a equipe criou um protótipo bidimensional similar ao The Legend of Zelda original para que pudessem experimentar com os quebra-cabeças baseados em física. O jogo finalizado utiliza uma versão modificada do motor de física Havok. Aonuma definiu o sistema de física de Breath of the Wild como um grande desenvolvimento para a franquia The Legend of Zelda, dizendo que ela "sustenta tudo no mundo [de jogo]" e faz as coisas operarem de um "modo lógico e realista", permitindo que os jogadores abordassem quebra-cabeças e problemas de jeitos diferentes. O desenvolvimento desse sistema foi difícil, com o produtor  dando o exemplo de um dia ter descoberto que todos os objetos de determinada área haviam sido levados pelo vento.
Breath of the Wild foi inicialmente construído com os elementos da touchscreen do Wii U em mente, porém os desenvolvedores acharam que ficar desviando o olhar constantemente da tela principal distraía do jogo. Estes elementos foram totalmente removidos quando o título passou a ser desenvolvido em paralelo também para Nintendo Switch. O Wii U GamePad também afetou as animações; apesar de Link ser tradicionalmente canhoto, ele é destro no jogo para que isto se alinhe com o esquema de controles do GamePad, que possui os botões relacionados ao controle da espada no lado direito. A versão para Switch tem um desempenho melhor que a de Wii U quando usada na televisão, porém os dois consoles possuem a mesma resolução no modo portátil. A versão de Switch também tem sons ambientes de maior qualidade. Aonuma  comentou que o estilo artístico foi inspirado em artes guaches e en plein air para que pudessem transmitir a vastidão do mundo. As paisagens também foram inspiradas em locais nos arredores de Quioto, cidade natal do diretor Hidemaro Fujibayashi, tendo sidas parcialmente projetadas pela Monolith Soft, que ajudou no desenho topográfico do mapa.
O jogo foi o primeiro título de The Legend of Zelda a usar dublagem em cutscenes, porém Link continua como protagonista silencioso. Aonuma disse que teve uma reação emocional na primeira vez que ouviu um personagem com voz humana, querendo causar uma impressão similar nos jogadores. A equipe decidiu gravar dublagens para todas as cutscenes em vez de apenas nas principais, como havia sido originalmente planejado. A Nintendo forneceu dublagens e legendas em oito idiomas. Os jogadores inicialmente não podiam realizar combinações de dublagem e legendas em idiomas diferentes, porém a Nintendo lançou uma atualização em maio de 2017 que permitia que os jogadores escolhessem seus idiomas. O desenvolvimento do jogo foi finalizado em 3 de fevereiro de 2017, com a Nintendo realizando uma festa para celebrar. Uma atualização adicionando traduções em chinês e coreano foi lançada no começo de 2018 a fim de coincidir com a estreia do jogo em Taiwan e Coreia do Sul.
A trilha sonora de Breath of the Wild foi composta por Manaka Kataoka e Yasuaki Iwata, com Hajime Wakai atuando como diretor sonoro. Kataoka já tinha trabalhado na série em The Legend of Zelda: Spirit Tracks, Wakai compôs as trilhas de The Legend of Zelda: The Wind Waker e Skyward Sword, enquanto Iwata fez sua estreia na franquia. A música foi escrita e tocada principalmente em um piano, com um grande foco em música ambiente e sons em vez de melodias mais animadas como em títulos anteriores da série. Segundo Wakai, isto ajudou a adicionar "autenticidade" para os ambientes e foi considerada um desafio pelo resto da equipe sonora.

## Lançamento
Aonuma anunciou um novo título da série The Legend of Zelda para o Wii U em janeiro de 2013 durante uma das apresentações regulares da Nintendo. As primeiras imagens do jogo na forma de um trailer foram exibidas na conferência de imprensa da empresa na Electronic Entertainment Expo (E3) de 2014. Sua previsão de lançamento originalmente era para 2015, porém acabou adiado e não esteve presente na E3 daquele ano. Shigeru Miyamoto, criador da franquia, confirmou no mesmo ano que o jogo continuava a ser desenvolvido para Wii U, mesmo com a Nintendo já trabalhando no seu próximo console, o Nintendo Switch. O título foi adiado novamente em abril de 2016 por problemas com o motor de física. Um demo jogável esteve presente na E3 daquele ano, onde também anunciaram seu subtítulo, Breath of the Wild. O jogo foi o mais comentado de toda E3 de 2016 nas redes sociais. Ele foi escolhido como um dos melhores do evento pela IGN, Destructoid, Eurogamer, GameSpot e GamesRadar.
A Nintendo confirmou em janeiro de 2017, durante uma apresentação de imprensa revelando oficialmente o Switch, que Breath of the Wild seria um dos títulos de lançamento do novo console, com um novo trailer sendo exibido. Ele foi lançado em 3 de março de 2017 para Wii U e Nintendo Switch. Foi o último jogo publicado pela Nintendo para o Wii U. A versão para Switch estava disponível em uma Edição Especial e uma Edição Mestre limitadas, com ambas incluindo uma moeda sheikah, uma tapeçaria de Calamity Ganon com um mapa do mundo, um CD com seleções da trilha sonora e um estojo temático para guardar o console. A Edição Mestre vinha também com uma estatueta da Espada Mestra. Uma Edição de Explorador estreou em 23 de novembro de 2017, contendo um mapa e um livro de cem páginas com informações da história. Um álbum oficial em cinco discos e 211 faixas da trilha sonora foi lançado apenas no Japão em 25 de abril de 2018.
Uma edição aprimorada para o console Nintendo Switch 2 com resolução e taxa de quadros maiores, suporte HDR e adição de um aplicativo móvel intitulado Zelda Notes foi anunciado em 2 de abril de 2025 e lançado em 5 de junho de 2025.

### Conteúdos adicionais
A Nintendo anunciou em junho de 2017 dois conteúdos para download de Breath of the Wild: The Master Trials e The Champions' Ballad. O primeiro foi lançado em 30 de junho, adicionando novos modos de jogo, elementos e itens na forma de uma série de desafios, além de um novo nível de dificuldade para o jogo principal. A segunda expansão estreou em 7 de dezembro, logo depois de uma exibição na cerimônia do The Game Awards de 2017. Ela adicionava novos santuários, equipamentos, mais desafios e também uma história original. Também incluiu a Master Cycle Zero, uma motocicleta que Link pode andar depois dos jogadores terem completado o conteúdo adicional.

## Recepção

### Críticas
The Legend of Zelda: Breath of the Wild foi aclamado pela crítica especializada, sendo que múltiplas publicações classificaram-no como um dos melhores jogos de todos os tempos. No agregador de notas Metacritic, Breath of the Wild recebeu a nota média de 97 de 100, tornando-o o segundo jogo mais bem avaliado da franquia no site, atrás apenas de The Legend of Zelda: Ocarina of Time.

### Vendas
Breath of the Wild quebrou recordes de vendas para um jogo de lançamento da Nintendo em várias regiões. As versões de Wii U e Switch venderam no Japão um total de 230 mil cópias na primeira semana de lançamento, com a versão de Switch tornando-se o título mais vendido da semana. Foi o segundo jogo mais vendido no Reino Unido em sua primeira semana, atrás apenas de Horizon Zero Dawn, e tornou-se o terceiro jogo mais vendido na franquia atrás de The Wind Waker e Twilight Princess. Breath of the Wild foi o segundo colocado do mês de março nos Estados Unidos, atrás de Tom Clancy's Ghost Recon Wildlands. A Nintendo relatou que mais de um milhão de unidades tinham sido vendidas nos Estados Unidos em março, 925 mil das quais foram para Switch, um índice de vinculação de 100%. A empresa informou no final de abril que já tinha vendido 3,84 milhões de cópias de Breath of the Wild mundialmente, 1,08 milhões para Wii U e 2,76 milhões para Switch, o que superou as vendas globais deste último console de 2,74 milhões no mesmo período. Tatsumi Kimishima, presidente da Nintendo, afirmou que o índice de vinculação do título com o console foi "sem precedentes". A versão de Switch já tinha vendido 18,60 milhões de unidades até junho de 2020, fazendo de Breath of the Wild o título de The Legend of Zelda mais vendido de todos os tempos.

### Prêmios
Após o anuncio na E3 2016, Breath of the Wild recebeu vários elogios do Game Critics Awards e de publicações norte americanas do IGN e Destructoid. No final de 2016, Breath of the Wild recebeu dois prêmios no evento Gamescom e ganhou o prêmio de Jogo Mais Esperado no The Game Awards 2016. Em 2017, foi indicado em seis categorias na premiação The Game Awards 2017 e ganhou nas categorias Melhor Direção de Jogo, Melhor Jogo de Ação/Aventura e Jogo do Ano. O site agregador Metacritic listou Breath of the Wild como o melhor jogo da década, tendo liderado junto com outros 18 jogos.
| Premiação                     | Data da cerimônia       | Categoria                                         | Resultado | Ref.            |
| ----------------------------- | ----------------------- | ------------------------------------------------- | --------- | --------------- |
| Game Critics Awards           | 5 de julho de 2016      | Melhor Jogo de Ação-aventura                      | Venceu    | [ 107 ]         |
| Game Critics Awards           | 5 de julho de 2016      | Melhor Jogo de Console                            | Venceu    | [ 107 ]         |
| Game Critics Awards           | 5 de julho de 2016      | Jogo do Show                                      | Venceu    | [ 107 ]         |
| The Game Awards 2016          | 1 de dezembro de 2016   | Jogo Mais Aguardado                               | Venceu    | [ 108 ]         |
| Teen Choice Awards 2017       | 13 de agosto de 2017    | Escolha do Público de Melhor Jogo                 | Indicado  | [ 109 ]         |
| Japan Game Awards             | 21 de setembro de 2017  | The Grand Award                                   | Venceu    | [ 110 ]         |
| BBC Radio 1's Teen Awards     | 22 de outubro de 2017   | Melhor Jogo                                       | Indicado  | [ 111 ]         |
| Ping Awards                   | 8 de novembro de 2017   | Melhor Jogo Internacional                         | Venceu    | [ 112 ]         |
| Golden Joystick Awards        | 17 de novembro de 2017  | Melhor Design Visual                              | Indicado  | [ 113 ] [ 114 ] |
| Golden Joystick Awards        | 17 de novembro de 2017  | Melhor Áudio                                      | Venceu    | [ 113 ] [ 114 ] |
| Golden Joystick Awards        | 17 de novembro de 2017  | Escolha dos Críticos                              | Venceu    | [ 113 ] [ 114 ] |
| Golden Joystick Awards        | 17 de novembro de 2017  | Jogo de Nintendo do Ano                           | Venceu    | [ 113 ] [ 114 ] |
| Golden Joystick Awards        | 17 de novembro de 2017  | Ultimate Jogo do Ano                              | Venceu    | [ 113 ] [ 114 ] |
| The Game Awards 2017          | 7 de dezembro de 2017   | Jogo do Ano                                       | Venceu    | [ 115 ]         |
| The Game Awards 2017          | 7 de dezembro de 2017   | Melhor Direção de Jogo                            | Venceu    | [ 115 ]         |
| The Game Awards 2017          | 7 de dezembro de 2017   | Melhor Jogo de Ação-aventura                      | Venceu    | [ 115 ]         |
| The Game Awards 2017          | 7 de dezembro de 2017   | Melhor Direção de Arte                            | Indicado  | [ 115 ]         |
| The Game Awards 2017          | 7 de dezembro de 2017   | Melhor Trilha Sonora                              | Indicado  | [ 115 ]         |
| The Game Awards 2017          | 7 de dezembro de 2017   | Melhor Design de Áudio                            | Indicado  | [ 115 ]         |
| Titanium Awards               | 11 de dezembro de 2017  | Jogo do Ano                                       | Venceu    | [ 116 ] [ 117 ] |
| Titanium Awards               | 11 de dezembro de 2017  | Melhor Design Artístico                           | Indicado  | [ 116 ] [ 117 ] |
| Titanium Awards               | 11 de dezembro de 2017  | Melhor Design de Narrativa                        | Indicado  | [ 116 ] [ 117 ] |
| Titanium Awards               | 11 de dezembro de 2017  | Melhor Design de Jogo                             | Indicado  | [ 116 ] [ 117 ] |
| Titanium Awards               | 11 de dezembro de 2017  | Melhor Jogo de Aventura/RPG                       | Venceu    | [ 116 ] [ 117 ] |
| Titanium Awards               | 11 de dezembro de 2017  | Melhor Trilha Sonora                              | Indicado  | [ 116 ] [ 117 ] |
| New York Game Awards          | 24 de janeiro de 2018   | Big Apple Award para Melhor Jogo do Ano           | Venceu    | [ 118 ]         |
| New York Game Awards          | 24 de janeiro de 2018   | Tin Pan Alley Award para Melhor Música em um Jogo | Indicado  | [ 118 ]         |
| New York Game Awards          | 24 de janeiro de 2018   | Statue of Liberty Award para Melhor Mundo         | Venceu    | [ 118 ]         |
| D.I.C.E. Awards 2018          | 22 de fevereiro de 2018 | Jogo do Ano                                       | Venceu    | [ 119 ]         |
| D.I.C.E. Awards 2018          | 22 de fevereiro de 2018 | Excelência em Direção de Arte                     | Indicado  | [ 119 ]         |
| D.I.C.E. Awards 2018          | 22 de fevereiro de 2018 | Excelência Técnica                                | Indicado  | [ 119 ]         |
| D.I.C.E. Awards 2018          | 22 de fevereiro de 2018 | Jogo de Aventura do Ano                           | Venceu    | [ 119 ]         |
| D.I.C.E. Awards 2018          | 22 de fevereiro de 2018 | Excelência em Design de Jogo                      | Venceu    | [ 119 ]         |
| D.I.C.E. Awards 2018          | 22 de fevereiro de 2018 | Excelência em Direção de Jogo                     | Venceu    | [ 119 ]         |
| NAVGTR Awards                 | 13 de março de 2018     | Direção de Arte, Fantasia                         | Venceu    | [ 120 ]         |
| NAVGTR Awards                 | 13 de março de 2018     | Design de Controles, 3D                           | Indicado  | [ 120 ]         |
| NAVGTR Awards                 | 13 de março de 2018     | Design de Jogo, Franquia                          | Indicado  | [ 120 ]         |
| NAVGTR Awards                 | 13 de março de 2018     | Jogo do Ano                                       | Indicado  | [ 120 ]         |
| NAVGTR Awards                 | 13 de março de 2018     | Jogo, Franquia para Família                       | Indicado  | [ 120 ]         |
| NAVGTR Awards                 | 13 de março de 2018     | Trilha Sonora Light Mix, Franquia                 | Venceu    | [ 120 ]         |
| Italian Video Game Awards     | 14 de março de 2018     | Escolha do Público                                | Indicado  | [ 121 ]         |
| Italian Video Game Awards     | 14 de março de 2018     | Jogo do Ano                                       | Venceu    | [ 121 ]         |
| Italian Video Game Awards     | 14 de março de 2018     | Melhor Direção de Arte                            | Indicado  | [ 121 ]         |
| Italian Video Game Awards     | 14 de março de 2018     | Melhor Design de Jogo                             | Indicado  | [ 121 ]         |
| Italian Video Game Awards     | 14 de março de 2018     | Melhor Áudio                                      | Indicado  | [ 121 ]         |
| Italian Video Game Awards     | 14 de março de 2018     | Prêmio de Inovação                                | Indicado  | [ 121 ]         |
| SXSW Gaming Awards            | 17 de marçode 2018      | Excelência em Trilha Sonora                       | Indicado  | [ 122 ] [ 123 ] |
| SXSW Gaming Awards            | 17 de marçode 2018      | Excelência em Animação                            | Indicado  | [ 122 ] [ 123 ] |
| SXSW Gaming Awards            | 17 de marçode 2018      | Excelência em Arte                                | Indicado  | [ 122 ] [ 123 ] |
| SXSW Gaming Awards            | 17 de marçode 2018      | Excelência em Gameplay                            | Venceu    | [ 122 ] [ 123 ] |
| SXSW Gaming Awards            | 17 de marçode 2018      | Excelência em Design                              | Venceu    | [ 122 ] [ 123 ] |
| SXSW Gaming Awards            | 17 de marçode 2018      | Jogo do Ano                                       | Venceu    | [ 122 ] [ 123 ] |
| Game Developers Choice Awards | 21 de março de 2018     | Melhor Audio                                      | Venceu    | [ 124 ] [ 125 ] |
| Game Developers Choice Awards | 21 de março de 2018     | Melhor Design                                     | Venceu    | [ 124 ] [ 125 ] |
| Game Developers Choice Awards | 21 de março de 2018     | Prêmio de Inovação                                | Indicado  | [ 124 ] [ 125 ] |
| Game Developers Choice Awards | 21 de março de 2018     | Melhor Tecnologia                                 | Indicado  | [ 124 ] [ 125 ] |
| Game Developers Choice Awards | 21 de março de 2018     | Melhor Arte Visual                                | Indicado  | [ 124 ] [ 125 ] |
| Game Developers Choice Awards | 21 de março de 2018     | Jogo do Ano                                       | Venceu    | [ 124 ] [ 125 ] |
| British Academy Games Awards  | 12 de abril de 2018     | Melhor Arte                                       | Indicado  | [ 126 ] [ 127 ] |
| British Academy Games Awards  | 12 de abril de 2018     | Melhor Jogo                                       | Indicado  | [ 126 ] [ 127 ] |
| British Academy Games Awards  | 12 de abril de 2018     | Design de Jogo                                    | Indicado  | [ 126 ] [ 127 ] |
| British Academy Games Awards  | 12 de abril de 2018     | Inovação                                          | Venceu    | [ 126 ] [ 127 ] |
| British Academy Games Awards  | 12 de abril de 2018     | Música                                            | Indicado  | [ 126 ] [ 127 ] |
| Famitsu Awards                | 27 de abril de 2018     | Jogo do Ano                                       | Venceu    | [ 128 ]         |
| Famitsu Awards                | 27 de abril de 2018     | Excellence Prize                                  | Venceu    | [ 128 ]         |
| Teen Choice Awards 2018       | 12 de agosto de 2018    | Escolha de Melhor Jogo                            | Indicado  | [ 129 ] [ 130 ] |
| CEDEC Awards                  | 23 de agosto de 2018    | Engenharia                                        | Venceu    | [ 131 ]         |
| Metacritic                    | 4 de janeiro de 2020    | Jogo da Década                                    | Venceu    | [ 132 ]         |

## Legado
Jornalistas e outras figuras da indústria de jogos eletrônicos discutiram pouco depois da estreia de Breath of the Wild como ele afetaria outros títulos semelhantes de mundo aberto e sobrevivência no futuro. Benjamin Plich, projetista de títulos da Ubisoft, comentou que acreditava que desenvolvedores se inspirariam do foco de Breath of the Wild em jogabilidade experimental, enquanto Steven Messner da PC Gamer escreveu que o jogo estabelecia "um novo padrão que o resto do gênero deve seguir". Seu sucesso também levou a um aumento de interesse no emulador Cemu para o Wii U, com a equipe do emulador rapidamente atualizando seu software para que ele pudesse fazer o jogo funcionar com uma contagem de quadros constante em apenas algumas semanas após o lançamento.
Uma sequência direta ainda sem título foi anunciada pela Nintendo na Electronic Entertainment Expo de 2019. O novo jogo foi concebido durante o planejamento dos conteúdos para download de Breath of the Wild; a equipe concebeu muitas ideias consideradas boas, algumas das quais não podiam ser implementadas por causa de restrições técnicas, assim foi decidido usá-las em um título totalmente novo. Aonuma afirmou que o jogo será construído a partir do mundo de seu predecessor e terá uma história original e novos elementos de jogabilidade, inspirando-se no mundo aberto de Red Dead Redemption 2. Fujibayashi também retornará na capacidade de diretor.
Em setembro de 2020, a Nintendo anunciou uma prequela intulada de Hyrule Warriors: Age of Calamity, ambientada durante a Grande Calamidade, 100 anos antes dos acontecimentos de Breath of the Wild. Está programado para um lançamento em novembro de 2020 para o Nintendo Switch.